# Саломон, Алиса
Алиса Саломон (нем. Alice Salomon; 19 апреля 1872 года, Берлин — 30 августа 1948 года, Нью-Йорк) — немецкий общественный реформатор, пионер социальной работы как академической дисциплины.

## Биография
Алиса Саломон была третьей из восьми детей и второй дочерью Альберта и Анны Саломон. Как и многим девочкам из богатых семей того времени, ей было отказано в получении образования помимо начального, несмотря на стремление стать учителем. Однако в 1893 году, когда Саломон исполнился 21 год, ей удалось осуществить мечту, что в своей автобиографии она описала как «начало жизни».
В 1900 году Саломон присоединилась к Федерации немецких женских ассоциаций (Bund Deutscher Frauenvereine, BDF). Через некоторое время она стала заместителем председателя федерации и сохраняла эту должность до 1920 года. (Председателем была Гертруда Баумер). Организация поддерживала обездоленных, брошенных или одиноких матерей и стремилась предотвратить беспризорность их детей.
С 1902 по 1906 год Саломон изучала экономику в Университете Фридриха Вильгельма в Берлине, хотя не имела соответствующей квалификации. Её публикаций оказалось достаточно для поступления в университет. В 1908 году ей была присвоена докторская степень за диссертацию Die Ursachen der ungleichen Entlohnung von Männer- und Frauenarbeit («Причины неравной оплаты труда мужчин и женщин»). В том же году она основала в Берлине Социальную женскую школу (Soziale Frauenschule), которая в 1932 году была переименована в Школу Алисы Саломон, а в настоящее время носит название Института социальной работы и социальной педагогики в Берлине имени Алисы Саломон (Alice-Salomon-Fachhochschule für Sozialarbeit und Sozialpädagogik Berlin).
В 1909 году Саломон стала секретарём Международного совета женщин (Internationalen Frauenbund). Она перешла из иудаизма в лютеранство в 1914 году. В 1917 году была назначена председателем Конференции женских социальных школ Германии (Konferenz sozialer Frauenschulen Deutschlands), которую сама же и основала. К 1919 году в конференцию входили шестнадцать школ.
В 1920 году Саломон ушла из BDF из-за страха перед антисемитской пропагандой. Пять лет спустя она основала Немецкую женскую академию по социальной и воспитательной работе (Deutsche Akademie für soziale und pädagogische Frauenarbeit), директором которой стала Хильда Лион. Среди выступавших в этом учреждении были Альберт Эйнштейн, Карл Густав Юнг, Хелен Вебер и другие деятели науки.
В конце 1920-х и начале 1930-х годов эта организация опубликовала тринадцать монографий о социально-экономических условиях, с которыми сталкиваются бедные слои населения Германии. В честь 60-летия Алиса Саломон была удостоена почётной докторской степени Берлинского университета и Серебряной государственной медали Прусского государственного министерства.

### Отношение нацистов

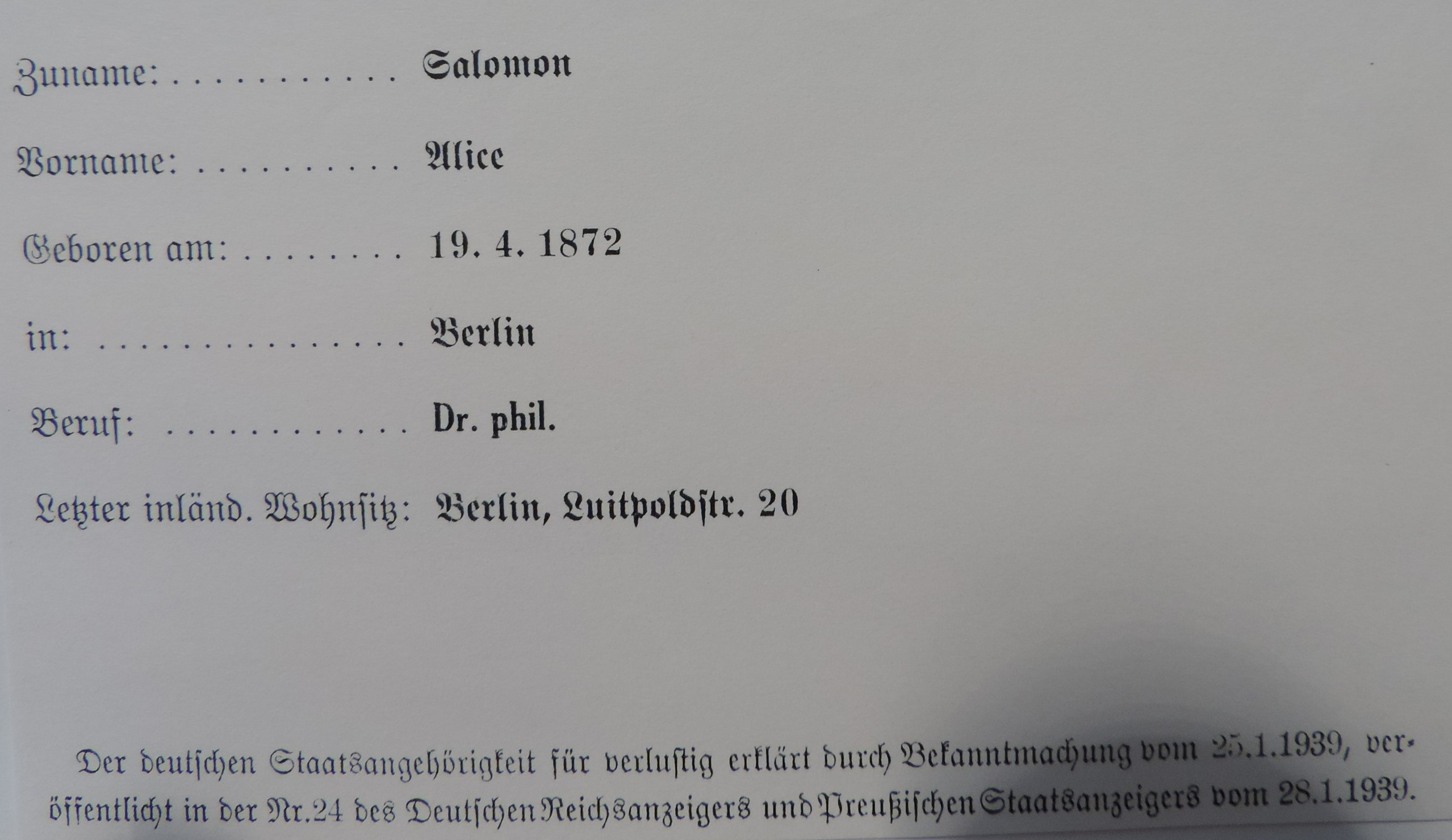
Документ о лишении Алисы Саломон немецкого гражданства от 25 января 1939 года

После прихода к власти в 1933 году, НСДАП лишила Алису Саломон всех постов, а шесть лет спустя, когда ей было 65 лет, она была допрошена в гестапо. Она была выслана из Германии, позже управляла комитетом помощи еврейским эмигрантам.
Саломон уехала в Нью-Йорк. Её лишили немецкого гражданства и докторских степеней. В 1944 году она приняла американское гражданство. Год спустя её избрали почетным президентом Международной федерации женщин и Международной ассоциации школ социальной работы.
В 1948 году Алиса Саломон умерла в Нью-Йорке.

## Память
В 1989 году Deutsche Bundespost выпустила почтовую марку с изображением Алисы Саломон. В Берлине в её честь названы университет, парк и площадь.

## Избранные публикации
- Character is Destiny: the autobiography of Alice Salomon, edited by Andrew Lees, Ann Arbor: University of Michigan Press, 2004, ISBN 04721136740472113674
- Charakter ist Schicksal, Lebenserinnerungen, herausgegeben von Rüdiger Baron und Rolf Landwehr, Weinheim und Basel: Beltz Verlag, 1983 ISBN 3-407-85036-03-407-85036-0 (Auszug in: Lixl-Purcell (Hg) (нем.)
- Erinnerungen deutsch-jüdischer Frauen 1900—1990 Reclam, Lpz. 1992 u.ö. ISBN 3-379-01423-03-379-01423-0 S. 120—125) (нем.)